# Comes with the Fall
Comes with the Fall – amerykańska grupa muzyczna utworzona w roku 1999 w Atlancie w stanie Georgia w Stanach Zjednoczonych. Powstała z inicjatywy wokalisty oraz gitarzysty Williama DuValla. Skład zespołu sformułował się w 2001 roku, i oprócz DuValla w składzie znaleźli się jeszcze: Adam Stranger (gitara basowa) oraz Bevan Davies (perkusja, instrumenty perkusyjne). Drugi gitarzysta grupy, Nico Constantine opuścił grupę przed 2001 rokiem. Zespół występował w 2002 roku w roli supportu przed gitarzystą Jerrym Cantrellem, który promował album Degradation Trip. Następnie wokalista William DuVall dołączył do reaktywowanej grupy Alice in Chains w 2005 roku, a od 2006 roku został oficjalnym wokalistą formacji.
Zespół Comes with the Fall wydał trzy albumy studyjne: Comes with the Fall (2000), The Year is One (2001) oraz Beyond the Last Light (2007), jeden album EP The Reckoning (2006), oraz jeden koncertowy Live 2002 (2002).

## Historia

### Początki,Comes with the Fall(1999 - 2000)
W roku 1996 gitarzysta oraz wokalista William DuVall był członkiem grupy muzycznej Madfly, w której występował również gitarzysta Nico Constantine, basista Jeffery Blount oraz perkusista Bevan Davies. Po wydaniu dwóch albumów Get the Silver oraz White Hot in the Black, zespół w roku 1999 zmienił nazwę na Comes with the Fall. Wtedy też nastąpiła zmiana personalna w zespole. Grającego na basie Blounta zastąpił Adam Stranger.
Debiutancki album Comes with the Fall zespół nagrał w całości w Atlancie. Po roku działalności oraz aktywnej trasie koncertowej na terenie Atlanty, zespół postanowił przenieść się do Los Angeles. W miesiąc po przeprowadzce do miasta, grupa aktywnie koncertowała. Gitarzysta formacji Alice in Chains, Jerry Cantrell przedstawiał się jako fan zespołu i kilka razy gościnnie wystąpił z grupą na scenie. Debiutancki album został wydany pod szyldem wytwórni DuValla - DVL Records.

### The Year is One, oraz Jerry Cantrell (2001 - 2005)
Na początku 2001 roku zespół opuścił gitarzysta Nico Constantine, który postanowił się skupić na innych projektach. W tym samym roku Comes with the Fall oraz grupa Swarm zostały zaproszone do supportowania solowego projektu muzycznego Cantrella. Zespół gitarzysty występował w zmienionym składzie. Zamiast basisty Roberta Trujillo oraz perkusisty Mike Bordina występowali Stranger i Davies. Przez cały 2001 rok grupa koncertowała wraz z Cantrellem.
Jeszcze w tym samym roku grupa wydała drugi album studyjny The Year is One, który zdobył pozytywne recenzje. W 2002 roku grupa ponownie została zaproszona do supportowania zespołu Cantrella, tym razem na trasie promującej drugi album gitarzysty Degradation Trip. Przed rozpoczęciem trasy, 20 kwietnia wokalista grupy Alice in Chains Layne Staley został znaleziony martwy w swoim mieszkaniu w Seattle. Zapytany w wywiadzie o tę sytuację, DuVall stwierdził:

Kiedy umarł Layne, to było dla nas trudne bo musieliśmy wyjść na scenę i grać przez [...] Straciłem w tym samym tygodniu dziadka, więc razem z Cantrellem pojechaliśmy w trasę z ogromną stratą osobową. Podczas koncertu w Charlotte było już bardzo ciężko. Kiedy byłem na scenie ledwo udawało mi się powstrzymywać łzy, podobnie zresztą jak i Jerry. To był dla nas ogromnie ciężki okres

Oba zespoły koncertowały wspólnie przez cały 2002 rok. W międzyczasie grupa Comes with the Fall wydała album koncertowy zatytułowany Live 2002.
W 2003 roku Comes with the Fall koncertował wspólnie wraz z zespołem Dropsonic. W trakcie trasy, grupę opuścił Bevan Davies by dołączyć do zespołu Danzig. Perkusista grupy Dropsonic Brian Hunter, występował podczas trasy w obu zespołach, aby można było dokończyć trasę. Pomimo tego że Davies został ogłoszony oficjalnym członkiem grupy Danzig, to pozostał członkiem grupy Comes with the Fall. DuVall stwierdził w wywiadzie że jego odejście było tymczasowe. Pod koniec roku, zespół wydał album video Live Underground 2002, oraz ogłosił, że zamierza nagrać nowy materiał w 2004 roku.
Davies nagrał z grupą Danzig album zatytułowany Circle of Snakes, wydany 24 sierpnia 2004 roku. W następnym roku Davies dołączył do cover bandu Cardboard Vampyres, założonego przez Cantrella oraz Billy’ego Duffy.

### The Reckoning,Beyond the Last Light, Alice in Chains (2006–2008)
W listopadzie 2005 roku DuVall zapowiedział, że zespół nagrał materiał na nowy album, którego robocza nazwa brzmi Beyond the Last Light, i że będzie on wydany w styczniu 2006 roku. Kilka nowych utworów grupy pojawiło się w lutym 2006 roku na oficjalnym profilu na MySpace. W międzyczasie DuVall występował wraz z grupą Alice in Chains, podczas charytatywnego koncertu na rzecz ofiar tsunami, które nawiedziło Azję Południową. Na koncercie DuVall wystąpił wraz z wokalistką grupy Heart Ann Wilson w piosence „Rooster”.
Kiedy grupa Alice in Chains koncertowała w północnych Stanach, DuVall zrealizował wraz z grupą Comes with the Fall minialbum EP pt. The Reckoning, który ukazał się latem tego samego roku.
W lutym 2007 roku grupa zapowiedziała i ogłosiła daty swoich nowych koncertów. Podczas trwania trasy, zespół grał materiał z poprzednich płyt, oraz z minialbumu EP, oraz niewydanej jeszcze płyty Beyond the Last Light. Ostatecznie album ukazał się w tym samym roku, nakładem DVL Records. Płyta uzyskała pozytywne recenzje, również od serwisu AllMusic.
W tym samym roku DuVall został nowym wokalistą grupy Alice in Chains, i wystąpił z nią podczas trasy ReEvolution Tour wraz z grupą Velvet Revolver. W tym samym czasie perkusista Davies dołączył tymczasowo do grupy Static-X, zastępując niedysponowanego Nicka Oshiro. Ponadto Davies dołączył tymczasowo do grupy Invitro, występując na trasie Family Values Tour. DuVall nagrał z Alice in Chains nowy, pierwszy od 14 lat studyjny album zatytułowany Black Gives Way to Blue, wydany 29 września 2009 roku.

## Etymologia
Słowa Comes with the fall pochodzą z filmu Dziecko Rosemary Romana Polańskiego. Pojawiają się, kiedy Rosemary próbuje znaleźć anagram tytułu książki All of them witches, podarowanej jej przez Hutcha. Także nazwa drugiej płyty - The Year Is One - to czytelne odniesienie do filmu Polańskiego. Słowa te padają w końcowej części filmu i oznaczają rozpoczęcie nowej ery - od przyjścia na świat syna Szatana.

## Skład zespołu
Obecni członkowie
- William DuVall – śpiew, gitara rytmiczna (1999-2008)
- Adam Stanger – śpiew, gitara basowa (1999–2008)
- Bevan Davies – perkusja (1999-2008)

Byli członkowie
- Nico Constantine - gitara prowadząca (1999-2001)

Muzycy koncertowi
- Brian Hunter - perkusja (2003)

## Dyskografia
| - Comes with the Fall (2000) - The Year is One (2001) - Beyond the Last Light (2007) - Live 2002 (2002) | - The Reckoning (2006) - Live Underground 2002 (2003) |